# Гигер, Альберт
Альберт Гигер (нем. Albert Giger; 7 октября 1946, Рецюнс — 4 сентября 2021) — швейцарский лыжник, призёр Олимпийских игр в Саппоро. 
На Олимпиаде-1968 в Гренобле занял 30-е место в гонке на 15 км.
На Олимпиаде-1972 в Саппоро завоевал бронзу в эстафете, а также был 14-м в гонке на 15 км.
На Олимпиаде-1976 в Инсбруке показал следующие результаты, 15 км - 11-е место, 30 км - 7-е место.
Лучший результат Гигера на чемпионатах мира, 5-е место в эстафете на чемпионате мира-1970 в Высоких Татрах.